# Живардон
Живардо́н (фр. Givardon) — коммуна во Франции, находится в регионе Центр. Департамент — Шер. Входит в состав кантона Санкуэн. Округ коммуны — Сент-Аман-Монтрон.
Код INSEE коммуны — 18102.

## География
Коммуна расположена приблизительно в 230 км к югу от Парижа, в 140 км юго-восточнее Орлеана, в 45 км к юго-востоку от Буржа.
По территории коммуны протекает небольшая река Сагонен.

## Население
Население коммуны на 2008 год составляло 320 человек.
| 1962 | 1968 | 1975 | 1982 | 1990 | 1999 | 2008 |
| ---- | ---- | ---- | ---- | ---- | ---- | ---- |
| 393  | 434  | 364  | 342  | 316  | 291  | 330  |

## Экономика
В 2007 году среди 194 человек в трудоспособном возрасте (15-64 лет) 132 были экономически активными, 62 — неактивными (показатель активности — 68,0 %, в 1999 году было 61,6 %). Из 132 активных работали 108 человек (61 мужчина и 47 женщин), безработных было 24 (11 мужчин и 13 женщин). Среди 62 неактивных 7 человек были учениками или студентами, 26 — пенсионерами, 29 были неактивными по другим причинам.

## Достопримечательности
- Церковь Сен-Пьер (XIII век)
  - Реликварий (XVII век). Изготовлен из дерева в виде скульптурной группы из двух диаконов, поддерживающих реликварий. Исторический памятник с 1981 года[3]
- Замок Алард (XV век)